# 阿尔当戈斯
阿尔当戈斯（法語：Ardengost）是法国上比利牛斯省的一个市镇，属于巴涅雷德比戈尔区（Bagnères-de-Bigorre）阿尔罗县（Arreau）。该市镇总面积5.82平方公里，2009年时的人口为17人。

## 人口
阿尔当戈斯人口变化图示